# Cao Phong (huyện)
Cao Phong is een huyện in de Vietnamese provincie Hòa Bình. De oppervlakte van het district bedraagt 254,37 km² en heeft ruim 40.000 inwoners.
Het district is onderverdeeld in een thị trấn en twaalf xã's. De hoofdplaats van het district is de thị trấn Cao Phong.
- Thị trấn Cao Phong
- Xã Bắc Phong
- Xã Bình Thanh
- Xã Đông Phong
- Xã Dũng Phong
- Xã Nam Phong
- Xã Tân Phong
- Xã Tây Phong
- Xã Thu Phong
- Xã Thung Nai
- Xã Xuân Phong
- Xã Yên Lập
- Xã Yên Thượng